# Фаизов, Рустем Шарифович
Рустем Шарифович Фаизов (р. 4 ноября 1950, Уфа) — советский и российский тренер по бобслею, советский бобслеист.
Тренер сборной команды России на Олимпийских играх (1998, 2002, 2006). Заслуженный тренер России по бобслею (2001), заслуженный работник физической культуры России, судья всероссийской категории, мастер спорта СССР по бобслею.
Среди учеников: С. В. Голубев, А. Ю. Зубков, О. Н. Некрасова, О. Ю. Петров, Владимир Любовицкий, Алексей Селивёрстов, Татьяна Трапезникова, Ильвир Хузин, а также св. 20 мастеров спорта СССР и России. Его ученики участвовали в пяти Олимпийских играх.
Кавалер ордена Дружбы народов (2006, Республика Башкортостан).
Как бобслеист занял 21 место в Кубке СССР В 1982 году (Фаизов — Чанбарисов), 198? год.
Окончил школу № 45, БГУ (1979).
С 1986 тренер Башкирского областного совета ДСО «Спартак», с 1987 — Спортивного общества профсоюзов РБ, с 1994 старший тренер Школы высшего спортивного мастерства РБ, с 2009 тренер СДЮСШОР № 15, одновременно тренер сборных команд РСФСР (1987—1991), России (с 1992) и старший тренер юношеской сборной команды России (с 2010).
Проходил службу в СА. По словам Р. Ш. Фаизова: «помню адрес своей воинской части: город Киев, улица Пархоменко, 106д. Мы, солдаты, служили при Высшем командном артиллерийском училище.» С 1981 по 1986 проработал в уголовном розыске в транспортной милиции.